# Pierre du Lyon (abbé)
Ne doit pas être confondu avec Pierre du Lion.
Pierre du Lyon (mort en 1636) est un abbé commendataire du XVIIe siècle qui fut abbé de l'abbaye de Saint-Germain d'Auxerre puis de Saint-Melaine à Rennes.

## Biographie
Pierre du Lyon, seigneur de la Cave, originaire de Champagne, est maître des requêtes ordinaire de l'hôtel du Roi, lorsqu'il reçoit d'abord  en commende en 1591 l'abbaye de Saint-Germain d'Auxerre.[réf. nécessaire]
En 1603, il permute ce bénéfice ecclésiastique avec Octave de Saint-Lary de Bellegarde et reçoit l'abbaye de Saint-Melaine. Il est à l'origine de l'introduction de la Congrégation de Saint-Maur  dans son abbaye le 21 août 1627 à la suite d'un long conflit à partir de 1625  avec les moines et l'intervention de l'évêque Pierre Cornulier. En 1629 il siège aux États de Bretagne à Rennes et meurt en 1636.

## Armoiries
La famille du Lyon portait : d'or semé de croisettes de sable  un lion de même brochant.[réf. nécessaire]